# Klezmers Techter
Klezmers Techter ist eine Klezmer-Frauenmusikgruppe aus Deutschland.
Bandleaderin Gabriela Kaufmann ist eine Schülerin der Klezmer-Legende Giora Feidman.

## Stil
Die Gruppe spielt traditionelle Klezmer-Melodien und -lieder, bei denen es zeitgenössische Folklore mit stark expressivem Gehalt und Jazzelementen vermischt. Die Musikgruppe interpretiert traditionelles jüdisches Liedgut neu und komponiert auch eigene Lieder.

## Diskografie
- 1997: live (Album-CD, Syrinx Music)
- 2001: Shifra tanzt (Album-CD, Syrinx Music und Raumer Records)
- 2004: Rote Hora (Album-CD, Raumer Records)
- 2009: Blue Nigun (Album-CD, Raumer Records)
- 2012: Shoshanim (Album-CD, flexaton)
- 2015: Mayim (Album-CD, flexaton, mit Miriam Ast)
- 2020: AVA Olam (Album-CD, Art Music Production)